# Araki Jippo

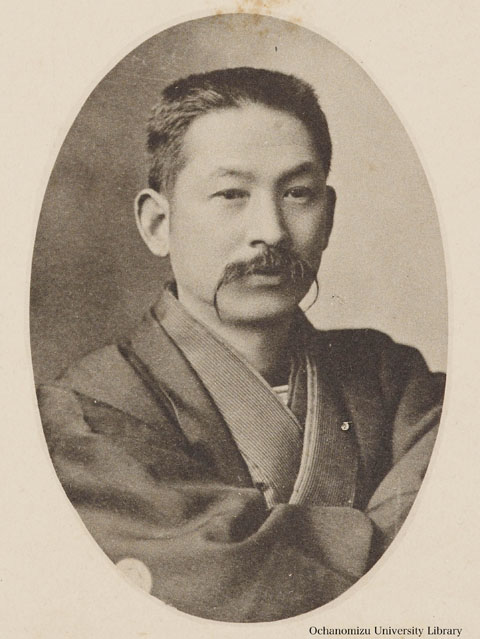
Araki Jippo als Lehrer an der Mädchennormalschule Tokio, 1912

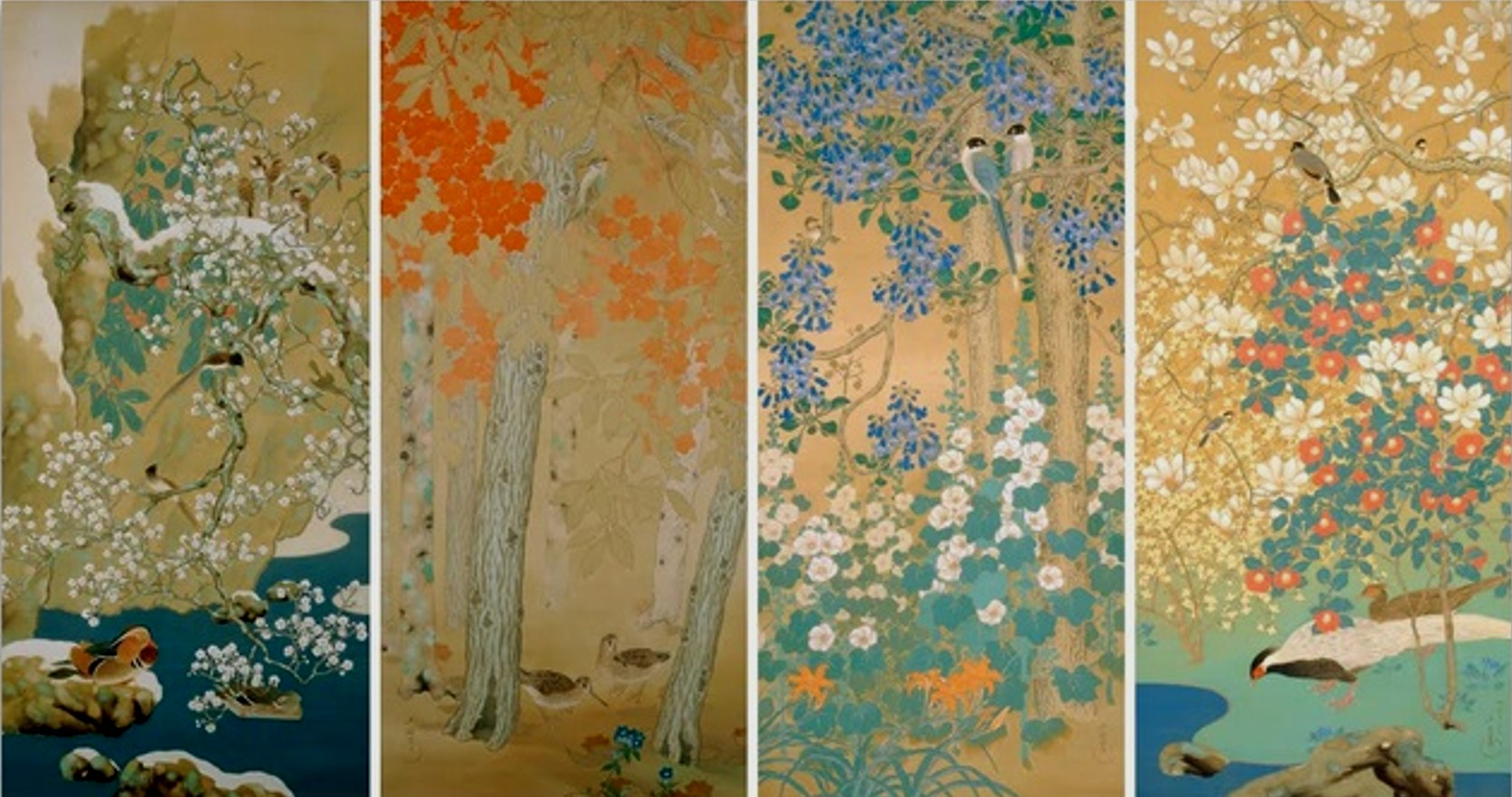
Blumen und Vögel in vier Jahreszeiten, 1917 (Yamatane)

Araki Jippo (jap. 荒木 十畝; * 5. Oktober 1872 (traditionell: Meiji 5/9/3) in Ōmura, Präfektur Nagasaki als Tomonaga Teijirō (朝長 悌二郎); † 11. September 1944) war ein japanischer Maler, dessen Werke hauptsächlich dem Nihonga-Stil zuzuordnen sind.

## Leben
Araki erhielt 1901 eine Anstellung als Lehrer an der Mädchennormalschule Tokio (東京女子師範学校, Tōkyō joshi shihan gakkō), heute die Frauenuniversität Ochanomizu. Im Jahre 1937 wurde er Mitglied der Japanischen Akademie der Künste, damals unter dem Namen „Kaiserliche Akademie der Künste“ (帝国芸術院, Teikoku geijutsuin). Er war der Vater des Ökonomen Araki Mitsutarō.

## Malerei
Er war Schüler des Malers Araki Kampo (1831–1915), von dem er später auch adoptiert wurde. Der Maler Araki wird zur alten Schule der Malerei gerechnet und es lagen ihm die Bewahrung früherer Werte und Traditionen besonders am Herzen. Im Nihonga-Stil schuf er vornehmlich Landschaftsbilder sowie Bilder von Flora und Fauna.